# Рослини Івано-Франківської області, занесені до Червоної книги України
Список тварин Івано-Франківської області, занесених до Червоної книги України.

## Статистика
До списку входить 228 видів рослин, з них:
- Судинних рослин — 190;
- Мохоподібних — 19;
- Водоростей — 1;
- Лишайників — 15;
- Грибів — 3.

Серед них за природоохоронним статусом: 
- Вразливих — 80;
- Рідкісних — 84;
- Недостатньо відомих  — 2;
- Неоцінених — 28;
- Зникаючих — 31;
- Зниклих у природі — 1;
- Зниклих — 2.

## Список видів
| № п/п | Українська назва виду                                                                  | Латинська назва виду                                                 | Природоохоронний статус | Група           |
| ----- | -------------------------------------------------------------------------------------- | -------------------------------------------------------------------- | ----------------------- | --------------- |
| 1     | Айстра альпійська                                                                      | Aster alpinus L.                                                     | Рідкісний               | Судинні рослини |
| 2     | Аконіт Бессера                                                                         | Aconitum besserianum Andrz. ex Trautv.                               | Вразливий               | Судинні рослини |
| 3     | Аконіт Жакена                                                                          | Aconitum jacquinii Rchb.                                             | Рідкісний               | Судинні рослини |
| 4     | Аконіт несправжньо-протиотруйний                                                       | Aconitum pseudanthora Błocki ex Pacz.                                | Вразливий               | Судинні рослини |
| 5     | Аконіт опушеноплодий                                                                   | Aconitum lasiocarpum (Rchb.) Göyer                                   | Вразливий               | Судинні рослини |
| 6     | Алекторія паросткова, алекторія лозовидна                                              | Alectoria sarmentosa (Ach.) Ach.                                     | Вразливий               | Лишайники       |
| 7     | Аллоцетрарія Океза (Оукса), тукерманопсис Океза, цетрарія Океза                        | Allocetraria oakesiana (Tuck.) Randlane & Thell                      | Рідкісний               | Лишайники       |
| 8     | Анакамтодон сплахноподібний                                                            | Anacamptodon splachnoides (Froel. ex Brid.) Brid.                    | Вразливий               | Мохоподібні     |
| 9     | Армерія покутська                                                                      | Armeria pocutica Pawł.                                               | Зниклий                 | Судинні рослини |
| 10    | Аталамія Спатиза                                                                       | Athalamia spathysii (Lindenb.) S.Hatt.                               | Рідкісний               | Мохоподібні     |
| 11    | Баранець звичайний                                                                     | Huperzia selago (L.) Bernh. ex Schrank et Mart.                      | Неоцінений              | Судинні рослини |
| 12    | Батрахоспермум драглистий                                                              | Batrachospermum gelatinosum (L.) DC.                                 | Рідкісний               | Водорості       |
| 13    | Беладонна звичайна                                                                     | Atropa belladonna L.                                                 | Вразливий               | Судинні рослини |
| 14    | Береза темна                                                                           | Betula obscura А.Kotula                                              | Рідкісний               | Судинні рослини |
| 15    | Берека (горобина берека)                                                               | Sorbus torminalis (L.) Crantz                                        | Неоцінений              | Судинні рослини |
| 16    | Билинець довгорогий                                                                    | Gymnadenia conopsea (L.) R.Br.                                       | Вразливий               | Судинні рослини |
| 17    | Билинець найзапашніший                                                                 | Gymnadenia odoratissima (L.) Rich.                                   | Зникаючий               | Судинні рослини |
| 18    | Билинець щільноквітковий                                                               | Gymnadenia densiflora (Wahlenb.) A.Dietr.                            | Вразливий               | Судинні рослини |
| 19    | Білотка альпійська, едельвейс, шовкова косиця                                          | Leontopodium alpinum Cass.                                           | Зникаючий               | Судинні рослини |
| 20    | Білоцвіт весняний                                                                      | Leucojum vernum L.                                                   | Неоцінений              | Судинні рослини |
| 21    | Борідник шерстистоволосистий                                                           | Jovibarba hirta (L.) Opiz                                            | Рідкісний               | Судинні рослини |
| 22    | Бровник однобульбовий (герміній однобульбовий)                                         | Herminium monorchis (L.) R. Br.                                      | Зникаючий               | Судинні рослини |
| 23    | Булатка великоквіткова                                                                 | Cephalanthera damasonium (Mill.) Druce                               | Рідкісний               | Судинні рослини |
| 24    | Булатка довголиста                                                                     | Cephalanthera longifolia (L.) Fritsch                                | Рідкісний               | Судинні рослини |
| 25    | Булатка червона                                                                        | Cephalanthera rubra (L.) Rich.                                       | Рідкісний               | Судинні рослини |
| 26    | Вальдштейнія гравілатоподібна                                                          | Waldsteinia geoides L.                                               | Вразливий               | Судинні рослини |
| 27    | Верба лапландська                                                                      | Salix lapponum L.                                                    | Вразливий               | Судинні рослини |
| 28    | Верба Старке                                                                           | Salix starkeana Willd.                                               | Вразливий               | Судинні рослини |
| 29    | Верба трав'яна                                                                         | Salix herbacea L.                                                    | Рідкісний               | Судинні рослини |
| 30    | Верба туполиста                                                                        | Salix retusa L.                                                      | Рідкісний               | Судинні рослини |
| 31    | Верба чорнична                                                                         | Salix myrtilloides L.                                                | Вразливий               | Судинні рослини |
| 32    | Вероніка кущикова                                                                      | Veronica fruticans Jacq.                                             | Рідкісний               | Судинні рослини |
| 33    | Відкасник татарниколистий, дев'ятисил татарниколистий                                  | Carlina onopordifolia Besserex Szafer, Kulcz. et Pawł.               | Вразливий               | Судинні рослини |
| 34    | Вітеринка нарцисоквіткова (анемона нарцисоквіткова)                                    | Anemone narcissiflora L.                                             | Вразливий               | Судинні рослини |
| 35    | Вовна гірська пухнаста (кортуза маттіолі пухнаста)                                     | Cortusa matthioli L. subsp.pubens (Schott, Nyman et Kotschy) Jëv.    | Зникаючий               | Судинні рослини |
| 36    | Вудсія альпійська                                                                      | Woodsia alpina (Bolton) S.F.Gray                                     | Зникаючий               | Судинні рослини |
| 37    | Гапломітрій Гукера                                                                     | Haplomitrium hookeri (Sm.) Nees                                      | Зникаючий               | Мохоподібні     |
| 38    | Гвоздика гарна                                                                         | Dianthus speciosus Rchb.                                             | Рідкісний               | Судинні рослини |
| 39    | Гетерофіл споріднений                                                                  | Heterophyllium affine (Hook.) M. Fleisch.                            | Рідкісний               | Мохоподібні     |
| 40    | Глевчак однолистий (малаксис однолистий)                                               | Malaxis monophyllos (L.) Sw.                                         | Вразливий               | Судинні рослини |
| 41    | Гніздівка звичайна                                                                     | Neottia nidus-avis (L.) Rich.                                        | Неоцінений              | Судинні рослини |
| 42    | Головатень високий                                                                     | Echinops exaltatus Schrad.                                           | Неоцінений              | Судинні рослини |
| 43    | Горицвіт весняний                                                                      | Adonis vernalis L.                                                   | Неоцінений              | Судинні рослини |
| 44    | Горянка дворядна                                                                       | Oreochloa disticha (Wulfen) Link                                     | Зникаючий               | Судинні рослини |
| 45    | Гронянка багатороздільна                                                               | Botrychium multifidum (S.G.Gmel.) Rupr.                              | Рідкісний               | Судинні рослини |
| 46    | Гронянка півмісяцева (ключ-трава)                                                      | Botrychium lunaria (L.) Sw.                                          | Вразливий               | Судинні рослини |
| 47    | Гронянка ромашколиста                                                                  | Botrychium matricariifolium (A.Braun ex Döll) W.D.J.Koch             | Зникаючий               | Судинні рослини |
| 48    | Гудієра повзуча                                                                        | Goodyera repens (L.) R.Br.                                           | Вразливий               | Судинні рослини |
| 49    | Гукерія блискуча                                                                       | Hookeria lucens (Hedw.) Sm.                                          | Рідкісний               | Мохоподібні     |
| 50    | Дельфіній високий                                                                      | Delphinium elatum L.                                                 | Рідкісний               | Судинні рослини |
| 51    | Дикранодонцій шорсткий                                                                 | Dicranodontium asperulum (Mitt.) Broth.                              | Рідкісний               | Мохоподібні     |
| 52    | Доліхоуснея найдовша, уснея найдовша                                                   | Dolichousnea longissima (Ach.) Articus                               | Вразливий               | Лишайники       |
| 53    | Дріада восьмипелюсткова                                                                | Dryas octopetala L.                                                  | Рідкісний               | Судинні рослини |
| 54    | Дрочок крилатий                                                                        | Genistella sagittalis (L.) Gams                                      | Рідкісний               | Судинні рослини |
| 55    | Еритроній собачий зуб                                                                  | Erythronium dens-canis L.                                            | Рідкісний               | Судинні рослини |
| 56    | Жовтець Тора (жовтець татранський)                                                     | Ranunculus thora L.                                                  | Рідкісний               | Судинні рослини |
| 57    | Жовтозілля карпатське                                                                  | Senecio carpathicus Herbich                                          | Рідкісний               | Судинні рослини |
| 58    | Журавлина дрібноплода                                                                  | Oxycoccus microcarpus Turcz. ex Rupr.                                | Вразливий               | Судинні рослини |
| 59    | Зелениця Ісслера (дифазіаструм Ісслера)                                                | Diphasiastrum issleri (Rouy) Holub                                   | Вразливий               | Судинні рослини |
| 60    | Зелениця сплюснута (дифазіаструм сплюснутий)                                           | Diphasiastrum complanatum (L.) Holub                                 | Рідкісний               | Судинні рослини |
| 61    | Зеленоплідниця фіолетова                                                               | Bellardiochloa violacea (Bellardi) Chiov.                            | Рідкісний               | Судинні рослини |
| 62    | Зіновать біла, рокитничок білий                                                        | Chamaecytisus albus (Hacq.) Rothm.                                   | Вразливий               | Судинні рослини |
| 63    | Зіновать Блоцького, рокитничок Блоцького                                               | Chamaecytisus blockianus (Pawł.) Klásk.                              | Рідкісний               | Судинні рослини |
| 64    | Зіновать Пачоського, рокитничок Пачоського                                             | Chamaecytisus paczoskii (V. Krecz.) Klásk.                           | Рідкісний               | Судинні рослини |
| 65    | Зіновать подільська, рокитничок подільський                                            | Chamaecytisus podolicus (Błocki) Klásk.                              | Вразливий               | Судинні рослини |
| 66    | Злинка альпійська                                                                      | Erigeron alpinus L.                                                  | Рідкісний               | Судинні рослини |
| 67    | Злинка залозиста                                                                       | Erigeron atticus Vill.                                               | Зникаючий               | Судинні рослини |
| 68    | Зозулинець прикрашений                                                                 | Orchis signifera Vest                                                | Зникаючий               | Судинні рослини |
| 69    | Зозулинець пурпуровий                                                                  | Orchis purpurea Huds.                                                | Вразливий               | Судинні рослини |
| 70    | Зозулинець чоловічий                                                                   | Orchis mascula (L.) L.                                               | Вразливий               | Судинні рослини |
| 71    | Зозулинець шоломоносний                                                                | Orchis militaris L.                                                  | Вразливий               | Судинні рослини |
| 72    | Зозулині сльози серцелисті                                                             | Listera cordata (L.) R.Br.                                           | Вразливий               | Судинні рослини |
| 73    | Зозулині сльози яйцеподібні                                                            | Listera ovata (L.) R.Br.                                             | Неоцінений              | Судинні рослини |
| 74    | Зозулині черевички справжні                                                            | Cypripedium calceolus L.                                             | Вразливий               | Судинні рослини |
| 75    | Зозульки бузинові (пальчатокорінник бузиновий)                                         | Dactylorhiza sambucina (L.) Soy                                      | Вразливий               | Судинні рослини |
| 76    | Зозульки м'ясочервоні (пальчатокорінник м'ясочервоний)                                 | Dactylorhiza incarnata (L.) Soy s.l.                                 | Вразливий               | Судинні рослини |
| 77    | Зозульки плямисті (пальчатокорінник плямистий)                                         | Dactylorhiza maculata (L.) Soό s.l.                                  | Вразливий               | Судинні рослини |
| 78    | Зозульки серценосні (пальчатокорінник серценосний)                                     | Dactylorhiza cordigera (Fries) Soy                                   | Вразливий               | Судинні рослини |
| 79    | Зозульки травневі (пальчатокорінник травневий)                                         | Dactylorhiza majalis (Rchb.) P.F.Hunt et Summerhayes s.l.            | Рідкісний               | Судинні рослини |
| 80    | Зозульки Фукса (пальчатокорінник Фукса)                                                | Dactylorhiza fuchsii (Druce) Soy                                     | Неоцінений              | Судинні рослини |
| 81    | Кампілостелій скельний                                                                 | Campylostelium saxicola (F. Weber et D. Mohr) Bruch et Schimp.       | Рідкісний               | Мохоподібні     |
| 82    | Катран татарський                                                                      | Crambe tataria Sebeyk                                                | Вразливий               | Судинні рослини |
| 83    | Квітохвісник Арчера, антурус Арчера                                                    | Anthurus archeri (Berk.) Fischer                                     | Зникаючий               | Гриби           |
| 84    | Кисличник двостовпчиковий                                                              | Oxyria digyna (L.) Hill                                              | Рідкісний               | Судинні рослини |
| 85    | Клокичка периста                                                                       | Staphylea pinnata L.                                                 | Рідкісний               | Судинні рослини |
| 86    | Ковила волосиста                                                                       | Stipa capillata L.                                                   | Неоцінений              | Судинні рослини |
| 87    | Ковила вузьколиста                                                                     | Stipa tirsa Steven                                                   | Вразливий               | Судинні рослини |
| 88    | Ковила Лессінга                                                                        | Stipa lessingiana Trin. et Rupr.                                     | Неоцінений              | Судинні рослини |
| 89    | Ковила найкрасивіша                                                                    | Stipa pulcherrima K. Koch                                            | Вразливий               | Судинні рослини |
| 90    | Ковила пірчаста                                                                        | Stipa pennata L.                                                     | Вразливий               | Судинні рослини |
| 91    | Конюшина червонувата                                                                   | Trifolium rubens L.                                                  | Рідкісний               | Судинні рослини |
| 92    | Коральковець тричінадрізаний                                                           | Corallorhiza trifida Chätel.                                         | Рідкісний               | Судинні рослини |
| 93    | Коручка болотна                                                                        | Epipactis palustris (L.) Crantz                                      | Вразливий               | Судинні рослини |
| 94    | Коручка пурпурова                                                                      | Epipactis purpurata Smith                                            | Рідкісний               | Судинні рослини |
| 95    | Коручка темно-червона                                                                  | Epipactis atrorubens (Hoffm. ex Bernh.) Besser                       | Вразливий               | Судинні рослини |
| 96    | Коручка чемерникоподібна (коручка широколиста)                                         | Epipactis helleborine (L.) Crantz                                    | Неоцінений              | Судинні рослини |
| 97    | Косарики черепитчасті                                                                  | Gladiolus imbricatus L.                                              | Вразливий               | Судинні рослини |
| 98    | Костриця блідувата                                                                     | Festuca pallens Host.                                                | Рідкісний               | Судинні рослини |
| 99    | Костриця Порціуса                                                                      | Festuca porcii Hack.                                                 | Вразливий               | Судинні рослини |
| 100   | Костриця різнолиста                                                                    | Festuca heterophylla Lam.                                            | Вразливий               | Судинні рослини |
| 101   | Костриця скельна                                                                       | Festuca saxatilis Schur                                              | Неоцінений              | Судинні рослини |
| 102   | Ласалія російська                                                                      | Lamprothamnium papullosum (Wallroth) J.Groves                        | Рідкісний               | Лишайники       |
| 103   | Лептогіум насічений                                                                    | Leptogium saturninum (Dicks.) Nyl.                                   | Вразливий               | Лишайники       |
| 104   | Лещиця дністровська                                                                    | Gypsophila thyraica Krasnova                                         | Вразливий               | Судинні рослини |
| 105   | Лілійка пізня (ллойдія пізня)                                                          | Lloydia serotina (L.) Rchb.                                          | Рідкісний               | Судинні рослини |
| 106   | Лілія лісова                                                                           | Lilium martagon L.                                                   | Неоцінений              | Судинні рослини |
| 107   | Ліннея північна                                                                        | Linnaea borealis L.                                                  | Зникаючий               | Судинні рослини |
| 108   | Ліофіл Фавре                                                                           | Lyophyllum favrei (R. Haller Aar. et R. Haller Suhr)                 | Зникаючий               | Гриби           |
| 109   | Лобарія легеневоподібна                                                                | Lobaria pulmonaria (L.) Hoffm.                                       | Вразливий               | Лишайники       |
| 110   | Лобарія широка                                                                         | Lobaria amplissima (Scop.) Forss                                     | Вразливий               | Лишайники       |
| 111   | Ломикамінь аїзоподібний                                                                | Saxifraga aizoides L.                                                | Зникаючий               | Судинні рослини |
| 112   | Ломикамінь жовто-зелений                                                               | Saxifraga luteo-viridis Schott et Kotschy                            | Рідкісний               | Судинні рослини |
| 113   | Ломикамінь карпатський                                                                 | Saxifraga carpatica Sternb.                                          | Рідкісний               | Судинні рослини |
| 114   | Ломикамінь мохоподібний                                                                | Saxifraga bryoides L.                                                | Рідкісний               | Судинні рослини |
| 115   | Ломикамінь переломниковий                                                              | Saxifraga androsacea L.                                              | Рідкісний               | Судинні рослини |
| 116   | Ломикамінь супротивнолистий                                                            | Saxifraga oppositifolia L.                                           | Зниклий в природі       | Судинні рослини |
| 117   | Любка дволиста                                                                         | Platanthera bifolia (L.) Rich.                                       | Неоцінений              | Судинні рослини |
| 118   | Любка зеленоквіткова                                                                   | Platanthera chlorantha (Cust.) Rchb.                                 | Рідкісний               | Судинні рослини |
| 119   | Меезія багнова                                                                         | Meesia uliginosa Hedw.                                               | Вразливий               | Мохоподібні     |
| 120   | Меезія тригранна                                                                       | Meesia triquetra (L. ex Jolycl.) Engstr.                             | Зникаючий               | Мохоподібні     |
| 121   | Меланохалеа елегантна, меланелія елегантна, меланелія незабарвлена, пармелія елегантна | Melanohalea elegantula (Zahlbr.) O. Blanco et al.                    | Рідкісний               | Лишайники       |
| 122   | Меч-трава болотна                                                                      | Cladium mariscus (L.) Pohl s.l.                                      | Вразливий               | Судинні рослини |
| 123   | Мінуарція гостропелюсткова                                                             | Minuartia oxypetala (Woł.) Kulcz.                                    | Рідкісний               | Судинні рослини |
| 124   | Місячниця оживаюча (лунарія оживаюча)                                                  | Lunaria rediviva L.                                                  | Неоцінений              | Судинні рослини |
| 125   | Мітлиця альпійська                                                                     | Agrostis alpina Scop.                                                | Недостатньо відомий     | Судинні рослини |
| 126   | Мітлиця скельна                                                                        | Agrostis rupestris All.                                              | Зникаючий               | Судинні рослини |
| 127   | Міхурниця альпійська (пухирник альпійський)                                            | Cystopteris alpina (Lam.) Desv.                                      | Рідкісний               | Судинні рослини |
| 128   | Міхурниця гірська (пухирник гірський)                                                  | Cystopteris montana (Lam.) Bernh. ex Desv.                           | Рідкісний               | Судинні рослини |
| 129   | Міхурниця судетська (пухирник судетський)                                              | Cystopteris sudetica A.Braunet Milde                                 | Неоцінений              | Судинні рослини |
| 130   | Модрина польська                                                                       | Larix polonica Racib.                                                | Зникаючий               | Судинні рослини |
| 131   | Модринофомес лікарський, модринова губка                                               | Laricifomes officinalis (Vill.: Fr.) Kotl. et Pouzar                 | Зниклий                 | Гриби           |
| 132   | Молодило гірське                                                                       | Sempervivum montanum L.                                              | Рідкісний               | Судинні рослини |
| 133   | Молочай волинський                                                                     | Euphorbia volhynica Besserex Racib.                                  | Рідкісний               | Судинні рослини |
| 134   | Надбородник безлистий                                                                  | Epipogium aphyllum Sw.                                               | Зникаючий               | Судинні рослини |
| 135   | Наскельниця лежача                                                                     | Loiseleuria procumbens (L.) Desv.                                    | Рідкісний               | Судинні рослини |
| 136   | Неотінея обпалена (зозулинець обпалений)                                               | Neotinea ustulata (L.) R.M. Bateman, Pridgeon et M.W. Chase          | Зникаючий               | Судинні рослини |
| 137   | Нефрома рівна                                                                          | Nephroma parile Ach.                                                 | Вразливий               | Лишайники       |
| 138   | Ортотецій рудуватий                                                                    | Orthothecium rufescens (Dicks. ex Brid.) Schimp.                     | Рідкісний               | Мохоподібні     |
| 139   | Осока богемська                                                                        | Carex bohemica Schreb.                                               | Вразливий               | Судинні рослини |
| 140   | Осока Буксбаума                                                                        | Carex buxbaumii Wahlenb.                                             | Вразливий               | Судинні рослини |
| 141   | Осока двоколірна                                                                       | Carex bicolor All.                                                   | Зникаючий               | Судинні рослини |
| 142   | Осока Девелла                                                                          | Carex davalliana Smith                                               | Вразливий               | Судинні рослини |
| 143   | Осока затінкова                                                                        | Carex umbrosa Host                                                   | Неоцінений              | Судинні рослини |
| 144   | Осока Лахеналя                                                                         | Carex lachenalii Schkuhr                                             | Зникаючий               | Судинні рослини |
| 145   | Осока малоквіткова                                                                     | Carex pauciflora Lightf.                                             | Вразливий               | Судинні рослини |
| 146   | Осока піхвова                                                                          | Carex vaginata Tausch                                                | Зникаючий               | Судинні рослини |
| 147   | Осока скельна                                                                          | Carex rupestris All.                                                 | Рідкісний               | Судинні рослини |
| 148   | Осока темно-бура                                                                       | Carex fuliginosa Schkuhr                                             | Рідкісний               | Судинні рослини |
| 149   | Осока тонкокореневищна                                                                 | Carex chordorrhiza Ehrh.                                             | Вразливий               | Судинні рослини |
| 150   | Осока Хоста                                                                            | Carex hostiana DC.                                                   | Вразливий               | Судинні рослини |
| 151   | Осот різнолистий                                                                       | Cirsium heterophyllum (L.) Hill                                      | Недостатньо відомий     | Судинні рослини |
| 152   | Офрис комахоносна                                                                      | Ophrys insectifera L.                                                | Зникаючий               | Судинні рослини |
| 153   | Очиток застарілий                                                                      | Sedum antiquum Omelcz. et Zaverucha                                  | Рідкісний               | Судинні рослини |
| 154   | Пармотрема перлинова, пармотрема китайська, пармелія перлинова                         | Parmotrema perlata (Huds.) M. Choisy                                 | Рідкісний               | Лишайники       |
| 155   | Первоцвіт Галлера                                                                      | Primula halleri J.F.Gmel.                                            | Рідкісний               | Судинні рослини |
| 156   | Первоцвіт дрібний                                                                      | Primula minima L.                                                    | Рідкісний               | Судинні рослини |
| 157   | Півники сибірські                                                                      | Iris sibirica L.                                                     | Вразливий               | Судинні рослини |
| 158   | Підсніжник білосніжний (підсніжник звичайний)                                          | Galanthus nivalis L.                                                 | Неоцінений              | Судинні рослини |
| 159   | Пізньоцвіт осінній                                                                     | Colchicum autumnale L.                                               | Неоцінений              | Судинні рослини |
| 160   | Плагіотецій некероподібний                                                             | Plagiothecium neckeroideum Schimp.                                   | Рідкісний               | Мохоподібні     |
| 161   | Плаун річний                                                                           | Lycopodium annotinum L.                                              | Вразливий               | Судинні рослини |
| 162   | Плеврокладула білувата                                                                 | Pleurocladula albescens (Hook.) Grolle                               | Рідкісний               | Мохоподібні     |
| 163   | Плодоріжка блощична (зозулинець блощичний)                                             | Anacamptis coriophora (L.) R.M. Bateman, Pridgeon et M.W. Chase s.l. | Вразливий               | Судинні рослини |
| 164   | Плодоріжка болотна (зозулинець болотний)                                               | Anacamptis palustris (Jacq.) R.M. Bateman, Pridgeon et M.W. Chase    | Вразливий               | Судинні рослини |
| 165   | Плодоріжка пірамідальна (анакампт пірамідальний)                                       | Anacamptis pyramidalis (L.) Rich.                                    | Вразливий               | Судинні рослини |
| 166   | Плодоріжка салепова (зозулинець салеповий)                                             | Anacamptis morio (L.) R.M. Bateman, Pridgeon et M.W. Chase           | Вразливий               | Судинні рослини |
| 167   | Псевдобрій цинклідієподібний                                                           | Pseudobryum cinclidioides (Huebener) T. J. Kop.                      | Рідкісний               | Мохоподібні     |
| 168   | Псевдокаліергон плауноподібний                                                         | Pseudocalliergon lycopodioides (Brid.) Hedenäs                       | Вразливий               | Мохоподібні     |
| 169   | Псевдорхіс білуватий (лейкорхіс білуватий)                                             | Pseudorchis albida (L.) A.Löveet D.Löve                              | Вразливий               | Судинні рослини |
| 170   | Птиходій складчастий                                                                   | Ptychodium plicatum (Schleich. ex F. Weber et D. Mohr) Schimp.       | Рідкісний               | Мохоподібні     |
| 171   | Пухирник південний                                                                     | Utricularia australis R.Br.                                          | Вразливий               | Судинні рослини |
| 172   | Роговиця роговикова (діходон роговиковий)                                              | Dichodon cerastioides (L.) Rchb.                                     | Рідкісний               | Судинні рослини |
| 173   | Родіола рожева                                                                         | Rhodiola rosea L.                                                    | Вразливий               | Судинні рослини |
| 174   | Рододендрон східнокарпатський (рододендрон миртолистий)                                | Rhododendron myrtifolium Schott et Kotschy                           | Неоцінений              | Судинні рослини |
| 175   | Рутвиця гачкувата                                                                      | Thalictrum uncinatum Rehm.                                           | Рідкісний               | Судинні рослини |
| 176   | Рутвиця смердюча                                                                       | Thalictrum foetidum L.                                               | Зникаючий               | Судинні рослини |
| 177   | Рутовик коріандролистий                                                                | Callianthemum coriandrifolium Rchb.                                  | Зникаючий               | Судинні рослини |
| 178   | Рябчик шаховий                                                                         | Frittilaria meleagris L.                                             | Вразливий               | Судинні рослини |
| 179   | Сальвінія плаваюча                                                                     | Salvinia natans (L.) All.                                            | Неоцінений              | Судинні рослини |
| 180   | Сверція багаторічна (бешишниця багаторічна)                                            | Swertia perennis L.                                                  | Вразливий               | Судинні рослини |
| 181   | Селанія сизувата                                                                       | Saelania glaucescens (Hedw.) Broth.                                  | Рідкісний               | Мохоподібні     |
| 182   | Ситник тупопелюстковий                                                                 | Juncus subnodulosus Schrank                                          | Зникаючий               | Судинні рослини |
| 183   | Ситняг карніолійський                                                                  | Eleocharis carniolica W.D.J.Koch                                     | Вразливий               | Судинні рослини |
| 184   | Скапанія швейцарська                                                                   | Scapania helvetica Gottsche                                          | Рідкісний               | Мохоподібні     |
| 185   | Скополія карніолійська                                                                 | Scopolia carniolica Jacq.                                            | Неоцінений              | Судинні рослини |
| 186   | Скрученик спіральний                                                                   | Spiranthes spiralis (L.) Chevall.                                    | Зникаючий               | Судинні рослини |
| 187   | Смілкоквітка Завадського (смілка Завадського)                                          | Silenanthe zawadskii (Herbich) Griseb. et Schenk                     | Рідкісний               | Судинні рослини |
| 188   | Солоріна мішкувата                                                                     | Solorina saccata (L.) Ach.                                           | Вразливий               | Лишайники       |
| 189   | Сон великий                                                                            | Pulsatilla grandis Wender.                                           | Вразливий               | Судинні рослини |
| 190   | Сон лучний (сон чорніючий, сон богемський)                                             | Pulsatilla pratensis (L.) Mill. s.l.                                 | Неоцінений              | Судинні рослини |
| 191   | Сон розкритий                                                                          | Pulsatilla patens (L.) Mill. s.l.                                    | Неоцінений              | Судинні рослини |
| 192   | Сон Шерфеля (сон білий)                                                                | Pulsatilla scherfelii (Ullep.) Skalicke                              | Рідкісний               | Судинні рослини |
| 193   | Сосна кедрова (сосна кедрова європейська)                                              | Pinus cembra L.                                                      | Вразливий               | Судинні рослини |
| 194   | Сосюрея альпійська                                                                     | Saussurea alpina (L.) DC.                                            | Рідкісний               | Судинні рослини |
| 195   | Соссюрея Порціуса                                                                      | Saussurea porcii Degen                                               | Рідкісний               | Судинні рослини |
| 196   | Стікта закопчена                                                                       | Sticta fuliginosa (Dicks.) Ach                                       | Вразливий               | Лишайники       |
| 197   | Стікта лісова                                                                          | Sticta sylvatica (Huds.) Ach.                                        | Вразливий               | Лишайники       |
| 198   | Сугайник штирійський                                                                   | Doronicum stiriacum (Vill.) Dalla Torre                              | Рідкісний               | Судинні рослини |
| 199   | Сфагн балтійський                                                                      | Sphagnum balticum (Russow) C. E. O. Jensen                           | Рідкісний               | Мохоподібні     |
| 200   | Тамнолія щетиниста                                                                     | Thamnolia vermicularis (Sw.) Schaer.                                 | Вразливий               | Лишайники       |
| 201   | Тейлорія язичкова                                                                      | Tayloria lingulata (Dicks.) Lindb.                                   | Рідкісний               | Мохоподібні     |
| 202   | Тирлич безстебловий                                                                    | Gentiana acaulis L.                                                  | Рідкісний               | Судинні рослини |
| 203   | Тирлич жовтий                                                                          | Gentiana lutea L.                                                    | Вразливий               | Судинні рослини |
| 204   | Тирлич крапчастий                                                                      | Gentiana punctata L.                                                 | Вразливий               | Судинні рослини |
| 205   | Тирлич роздільний                                                                      | Gentiana laciniata Kit. ex Kanitz                                    | Рідкісний               | Судинні рослини |
| 206   | Тис ягідний (негній-дерево)                                                            | Taxus baccata L.                                                     | Вразливий               | Судинні рослини |
| 207   | Товстянка альпійська                                                                   | Pinguicula alpina L.                                                 | Рідкісний               | Судинні рослини |
| 208   | Товстянка двоколірна                                                                   | Pinguicula bicolor Woł.                                              | Зникаючий               | Судинні рослини |
| 209   | Товстянка звичайна                                                                     | Pinguicula vulgaris L.                                               | Вразливий               | Судинні рослини |
| 210   | Тонконіг Ремана                                                                        | Poa rehmannii (Asch. et Graebn.) Woł.                                | Рідкісний               | Судинні рослини |
| 211   | Траунштейнера куляста                                                                  | Traunsteinera globosa (L.) Rchb.                                     | Вразливий               | Судинні рослини |
| 212   | Тукнерарія Лаурера, тукерманопсис Лаурера, цетрарія Лаурера                            | Tuckneraria laureri (Krempelh.) Randlane & Thell                     | Рідкісний               | Лишайники       |
| 213   | Фіалка Джоя                                                                            | Viola jooi Janka                                                     | Вразливий               | Судинні рослини |
| 214   | Цибуля ведмежа (черемша)                                                               | Allium ursinum L.                                                    | Неоцінений              | Судинні рослини |
| 215   | Чина гладенька                                                                         | Lathyrus laevigatus (Waldst. et Kit.) Fritsch                        | Рідкісний               | Судинні рослини |
| 216   | Чихавка тонколиста (деревій Шура)                                                      | Ptarmica tenuifolia (Schur) Schur                                    | Рідкісний               | Судинні рослини |
| 217   | Чихавка язичкова (деревій язичковий)                                                   | Ptarmica lingulata (Willd. etKit.) DC.                               | Рідкісний               | Судинні рослини |
| 218   | Чорнянка карпатська (нігрітеля карпатська)                                             | Nigritella carpatica (Zapał.) Teppner, Klein et Zagulski             | Зникаючий               | Судинні рослини |
| 219   | Шафран Гейфелів                                                                        | Crocus heuffelianus Herb.                                            | Неоцінений              | Судинні рослини |
| 220   | Шейхцерія болотна                                                                      | Scheuchzeria palustris L.                                            | Вразливий               | Судинні рослини |
| 221   | Шиверекія подільська                                                                   | Schivereckia podolica (Besser) Andrz. ex DC.                         | Неоцінений              | Судинні рослини |
| 222   | Шипшина Чацького                                                                       | Rosa czackiana Besser                                                | Неоцінений              | Судинні рослини |
| 223   | Шоломниця весняна                                                                      | Scutellaria verna Besser                                             | Рідкісний               | Судинні рослини |
| 224   | Шолудивник Едера                                                                       | Pedicularis oederi Vahl                                              | Зникаючий               | Судинні рослини |
| 225   | Шолудивник лісовий                                                                     | Pedicularis sylvatica L.                                             | Вразливий               | Судинні рослини |
| 226   | Язичник сивий                                                                          | Ligularia glauca (L.) J.Hoffm.                                       | Зникаючий               | Судинні рослини |
| 227   | Язичок зелений                                                                         | Coeloglossum viride (L.) C.Hartm.                                    | Рідкісний               | Судинні рослини |
| 228   | Ясенець білий                                                                          | Dictamnus albus L.                                                   | Рідкісний               | Судинні рослини |